# John Benbow

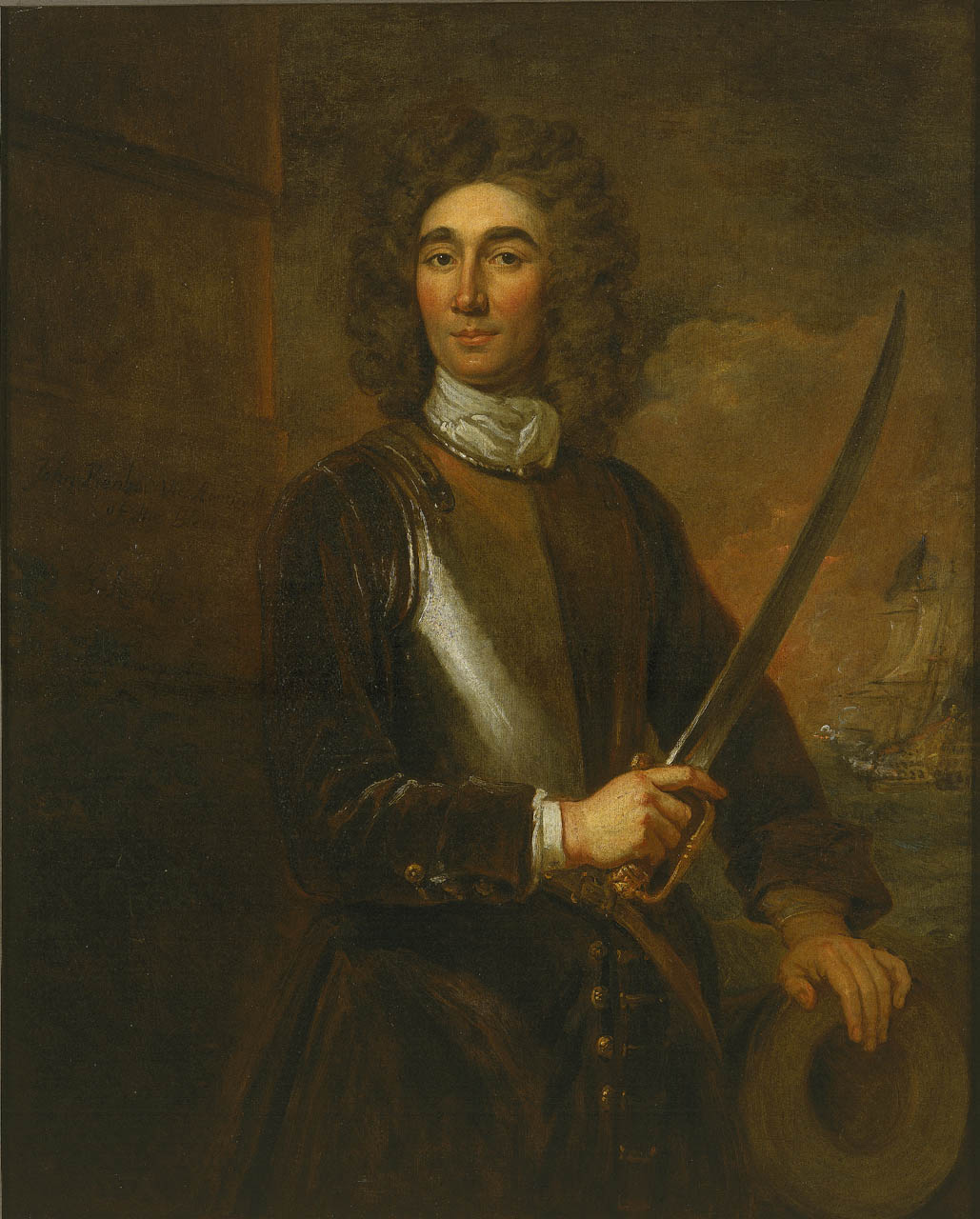
John Benbow porträtterad av sir Godfrey Kneller.

John Benbow, född 10 mars 1653 och död 4 november 1702, var en engelsk amiral.
Benbow var född av fattiga föräldrar, gick tidigt till sjöss och hade en äventyrlig barndom. 1689 inträdde han i flottans tjänst, avancerade snabbt, bombarderade Saint-Malo 1693 och blockerade Dunkerque 1696. 1698 sändes han tillbaka till Västindien, där han med framgång hävdade Englands intressen mot Spanien. Vid återkomsten till England utnämndes han till viceamiral, och sändes 1702 för tredje gången till Västindien med en eskader på sju fartyg. Under förföljelse av fyra franska fregatter gjorde hans fartygschefer myteri och övergav honom. I den ojämna striden med fransmännen blev Benbow svårt sårad och dog kort efteråt.